# Strandret
Strandret er den juridiske betegnelse for de retsforhold, som knytter sig til stranden forstået som overgangszonen mellem søterritoriet og det faste land. Strandretten omfatter som de væsentligste elementer:
- Ejendomsretten til vrag, vraggods, hvaler og andet af værdi, som driver ind på stranden,
- Ejendomsretten til strandarealet, herunder retten til at udnytte strandens ressourcer (sand, sten, tang, rav m.v.) og retten til at færdes på, opholde sig på, bade fra, jage fra og fiske fra stranden.

Der var af historiske årsager forskel på strandretten i kongeriget Danmark og i hertugdømmet Slesvig, en forskel, som blev bevaret, da den nordlige del af hertugdømmet i 1920 blev en del af kongeriget som De sønderjyske Landsdele (Sønderjylland). Forskellen har nu kun ringe praktisk betydning. 

## Definitioner
- Ved havstokken forstås den linje hvor hav og land mødes ved højeste daglige vandstand. Man har tidligere benyttet middelvandstanden som målelinje, hvilket indebar praktiske vanskeligheder ved kyster med udtalt tidevand. Derfor er man nu gået over til overalt at benytte højeste daglige vandstand som grænse mellem søterritoriet og det faste land. [1]
- Ved forstranden forstås den del af søterritoriet, som går fra havstokken ud til sejldybet. Fra gammel tid regnes sejldybet fra den linje hvortil hest kunne gå (ud) eller båd kunne flyde (ind). I slesvigsk ret bibeholdtes efter Jyske Lov begrebet forstrand i betydningen hele den ikke bevoksede del af stranden, hvilket i tidens løb har givet anledning til en vis forvirring.
- Ved forstrandsret forstås ejendomsretten til vrag, vraggods m.v., som flyder ind på stranden uanset om godset befinder sig på forstranden eller på den egentlige strand.
- Ved stranden (strandbredden) forstås området fra havstokken og til begyndelsen af en sammenhængende bevoksning af ikke-saltkrævende planter.
- Ved strandret forstås i snævrere betydning ejendomsretten til strandbredden.

## Historie
Den oprindelige retstilstand med hensyn til ejerskabet til vrag og vraggods har overalt i verden været, at dette tilhørte beboerne ved den kyst, hvor det kom ind. Dette var i længden ikke holdbart, da det mange steder – også i Danmark – førte til, at vrag og vraggods blev en indtægtkilde, og derved kunne forlede kystbeboerne til bevidst at forsøge at fremkalde skibbrud. Derfor blev området efterhånden lovreguleret i de fleste lande.
Med hensyn til ejendomsretten til stranden er der i Europa en vis forskel mellem de områder, som har været under påvirkning af romerretten og de områder, hvor romerretten ikke har haft større indflydelse, idet stranden i romerretten hører under begrebet "res communis" dvs. det som hører under statens højhedsret, men som ikke er under nogens ejendomsret, hverken privates eller statens. Selv om Danmark ikke oprindelig har været under væsentlig indflydelse af romerretten, menes det dog, at den oprindelige retstiltand har været, at stranden var allemandseje. 
Strandrettens historie i Danmark kan føres tilbage til Jyske Lov af 1241, hvor det i bog III, kapitel 61 hedder: ”Vrag, som kommer til lande, og ingen følger eller kommer efter, det ejer kongen, fordi kongen ejer hele forstranden, og det som ingen mand ejer, det ejer kongen.” 
Her statueres at vrag og vraggods tilhører kongen, hvis det ikke umiddelbart har en ejermand, og dette begrundes med to sædvaneretlige regler, 1. At forstranden, her forstået som den ubevoksede strandbred, er kongens og 2. At alt, som ikke umiddelbart har en ejermand er kongens. Med ”kongens” vil man nu om dage forstå ”statens” eller ”det offentliges”.
Danske Lov afløste i 1683 Jyske Lov som den almengyldige lovbog i kongeriget Danmark, men fik ikke gyldighed i hertugdømmet Slesvig, hvor Jyske Lov indtil 1. januar 1900 blev bevaret som det primære retsgrundlag. I Danske Lov er Jyske Lovs regel om retten til vrag m.v. videreført (DL 4-4-4 ).
Det forskellige lovgrundlag førte med tiden til en betydelig forskel med hensyn til ejendomsretten til stranden. I kongeriget blev stranden betragtet som privat ejendom hørende under den tilstødende kystejendom, hvilket medførte, at ejeren kunne forbyde enhver form for færdsel og ophold på stranden, herunder badning fra denne. Desuden var det ikke tilladt at hente materialer, sand, sten, tang m.v. fra stranden uden ejerens tilladelse. I Slesvig blev stranden betragtet som offentligt område, hvor der var adgang for alle til at færdes, opholde sig og bade. Her kunne man også hente materialer på stranden uden tilladelse.
Da den nordlige del af hertugdømmet Slesvig i 1920 blev en del af kongeriget, valgte man i første omgang at bibeholde den særlige slesvigske strandret i Sønderjylland. I tiden, der er gået siden, er forskellen mellem strandretten nord og syd for Kongeåen dog blevet mindre, idet man bl.a. med hensyn til offentlighedens adgang til stranden i naturfredningslovgivningen har tilnærmet forholdene i kongeriget til det, som altid har været gældende i Sønderjylland, medens man i lovgivningen om udstykning og matrikulering har tilnærmet ejerforholdene i Sønderjylland til dem, som gælder i resten af riget.

## Gældende ret i Danmark

### Forstrandsretten
Forstrandsretten, dvs. ejendomsretten til vrag, vraggods m.v. har været uændret siden Jyske lov og har altid været den samme i kongeriget og i Slesvig. Dog blev det ved Danske Lov institueret, at vrag og vraggods ikke længere uden videre var kongens, men skulle opbevares og mod betaling af bjergeløn udleveres til den, som kunne bevise sit ejerskab, hvis ejeren meldte sig inden "år og dag". I perioder har dele af forstrandsretten af kongen været givet til kirken og til adelen, men disse privilegier bortfaldt dels ved reformationen og dels ved grundloven af 1849. Nu om dage findes privat forstrandsret kun i enkelte tilfælde, hvor den i sin tid er solgt af kongen i henhold til en særlig kontrakt. Det gælder øen Anholt, øerne Manø og Fanø i Vadehavet samt 22 km. af vestkysten fra Thorsminde Gab og sydpå til Holmsland Klit. Både på statens og på de private forstrande er der ansat strandfogeder, som i henhold til strandingsloven af 1895 fører tilsyn med stranden og tage vare på vrag, vraggods m.v.

### Strandretten
Strandretten, dvs. ejendomsretten til strandbredden er her i landet reguleret dels ved lov om udstykning og anden registrering i matriklen af 10. april 2000 (udstykningsloven) og dels af lov om naturbeskyttelse af 1. oktober 2009 (naturbeskyttelsesloven). Iflg. udstykningslovens § 19 må en kystejendom ikke ved et smalt jordstykke være adskilt fra kysten, dvs. en kystejendom vil normalt strække sig helt til havstokken. Iflg. samme lovs § 31 stk. 4. kan matrikelmyndigheden i Sønderjylland rette matriklens oplysninger, hvis de matrikulære forhold er registreret efter reglerne fra den tyske tid, og ikke svarer til de danske regler, og hvis rettelsen ikke medfører indgreb i bestående rettigheder. Iflg. den kommenterede udgave af loven begrunder de særlige registreringsmæssige forhold i Sønderjylland ikke i sig selv, at strandbredden ikke udgør en del af kystejendommen.  Med disse bestemmelser må den særlige strandret i Sønderjylland anses for ikke længere eksisterende.

### Færdsel og ophold på stranden
Almenhedens adgang til at færdes på, opholde sig på og bade fra stranden er reguleret i Naturbeskyttelsesloven. I lovens § 22 hedder det, at ”strandbredder og andre kyststrækninger er åbne for færdsel til fods, kortvarige ophold og badning på arealer mellem daglig lavvandslinje og den sammenhængende landvegetation, der ikke er domineret af salttålende planter eller anden strandbredsvegetation.” Den åbne adgang til færdsel til fods gælder hele året og alle døgnets timer og skal forstås bredt, idet man også må færdes med kørestole, andre former for handicapkøretøjer og barnevogne. Desuden må man trække med cykel, cykelvogne spejderkærrer m.v. Hunde må medbringes, men skal i perioden 1. april til 30. september føres i snor. Ridning er tilladt i perioden 1. september til 31. maj. 
Ved kortvarigt ophold forstås ophold, som varer mindre end en dag. Ophold og badning må ikke finde sted inden for en radius af 50 meter fra en beboelsesejendom uanset om ejendommen er beboet eller ikke. Det er tilladt kortvarigt at have en båd uden motor liggende på stranden. Opstilling af telt m.v. er ikke tilladt.
Det er ikke tilladt ejeren af en kystejendom, at spærre for færdsel til fods, i kørestol, med barnevogn m.v. på stranden med hegn og lign. Badebroer, ophalingsanlæg til både og andre anlæg skal være anbragt således, at den nævnte færdsel ikke vanskeliggøres.
Reglerne om åben færdsel på stranden gælder ikke for strandområder, som inden den 1. januar 1916 var i brug som haver og erhversområder. Det samme gælder for havneanlæg og militære anlæg.
En detaljeret vejledning om adgangsforholdene er udgivet af Naturstyrelsen og kan findes på dennes hjemmeside. 

### Enkelte strande
Hellerup: Offentligheden har adgang langs hele stranden mellem Charlottenlund Strandpark og Hellerup Havn. 

### Sand, sten og andre materialer fra stranden
Reglerne fremgår af naturbeskyttelsesloven og af råstofloven. I almindelighed må man fjerne sten og sand m.v. fra stranden i det omfang man kan føre tingene med sig uden hjælpemidler, eller med et udtryk fra Jyske Lov ”det man kan have i sin hat”. Hvis man ønsker at fjerne materialer i større omfang, kræves – foruden tilladelse fra strandens ejer – tilladelse fra kommunen og i visse tilfælde fra Naturstyrelsen eller Kystdirektoratet. 
Der kræves ingen tilladelse til at søge efter rav, og det fundne tilhører finderen.

### Jagt på stranden
Jagtretten på stranden tilhører strandens ejer. Der må derfor ikke drives jagt på stranden uden ejerens tilladelse. Det er heller ikke tilladt at drive jagt ved vadning på forstranden.  Til gengæld må der drives jagt fra båd så langt ind mod stranden, som båden kan flyde.

### Fiskeri fra stranden
Der er ingen særlige regler om fiskeri fra stranden. Dette er tilladt overalt, blot man i øvrigt overholder reglerne for færdsel og ophold på stranden samt fiskerilovens regler om fredningsbælter.

## Strandret internationalt
I de øvrige nordiske lande gælder på strandområder allemandsretten, dvs. den frie ret til at færdes, opholde sig, overnatte, tænde bål m.v. Dog er der begrænsninger med hensyn til, hvor tæt man må være på beboelser. En lignende allemandsret findes i Skotland og til en vis grad i Schweiz. I England er der i almindelighed ikke fri adgang til stranden, men her og i USA gælder "Ebb and flow"- reglen, som siger, at området mellem højeste og laveste vandstand er offentligt og alment tilgængeligt. I USA, hvor spørgsmålet er et delstatsanliggende, har flere staters højesteret i de senere år givet offentligheden adgang til strandene. Også i andre lande, f.eks. Italien, går tendensen i retning af mere åbne strande.